# Outremer (film)
Pour les articles homonymes, voir Outremer.
Pour plus de détails, voir Fiche technique et Distribution.
Outremer est un  film français réalisé par Brigitte Roüan, sorti en 1990. Il s'agit du premier long-métrage de Brigitte Roüan.

## Synopsis
Trois sœurs, filles de colons, vivent en Algérie. Deux d'entre elles, Zon et Malène, sont mariées à des officiers de la marine française, alors que se déroule la guerre d'Algérie. Pour Gritte, la plus jeune des trois, l'expérience de ses sœurs, qui ne voient que peu leurs maris, lui fait redouter le mariage.

## Fiche technique
- Titre français : Outremer
- Réalisation : Brigitte Roüan
- Scénario : Brigitte Roüan, Philippe Le Guay, Christian Rullier et Cédric Kahn
- Décors : Roland Deville
- Photographie : Dominique Chapuis
- Montage : Yann Dedet
- Musique : Mathieu Foldes et Pierre Földes
- Producteurs : Jean-Bernard Fetoux, Youssef Lakhoua et Serge Cohen Solal
- Sociétés de productions : Canal+, Lira Films, Paradise Productions, Phenicea Films et Société Générale de Gestion Cinématographique (SGGC)
- Pays d'origine :  France
- Format : Couleurs - Mono
- Genre : drame
- Durée : 94 minutes
- Date de sortie : 1990

## Distribution
- Nicole Garcia : Zon
- Marianne Basler : Gritte
- Brigitte Roüan : Malène
- Philippe Galland : Paul
- Yann Dedet : Gildas
- Bruno Todeschini : Maxime
- Pierre Doris : Oncle Alban
- Monique Mélinand : Tante Léonie
- Coralie Seyrig : Martine
- Jean-Louis Tribes : Olivier
- Jean-Claude de Goros : Roger Lopez, le régisseur
- Zappy Max : Le père
- Nicolas Marié : garçon

## Distinctions
- Nomination au César du meilleur premier film à la 16e cérémonie des César.
- Bayard d'or du meilleur scénario au Festival international du film francophone de Namur.